# Kawiarnia Wintera w Krakowie
Kawiarnia Wintera – nieistniejąca już kawiarnia znajdująca się w Krakowie, przy ulicy Grodzkiej 50, na Starym Mieście.
Kawiarnia Wintera została założona w 1857 roku przez F. Wintera w Pałacu Wielopolskich przy placu Wszystkich Świętych 3–4, na krakowskim Starym Mieście.
Lokal był bogato urządzony, z gazetami, stolikami do gry w karty i stołem do gry w bilarda. W 1865 roku, po przejęciu Pałacu Wielopolskich przez władze Krakowa na rzecz urządzenia tam magistratu, kawiarnia Wintera została przeniesiona do kamienicy przy ulicy Grodzkiej 50. 
Kawiarnia została zlikwidowana 1893 roku z powodu śmierci F. Wintera, właściciela kawiarni.